# Edvard Tagseth
Edvard Tagseth, né le 23 janvier 2001 à Frosta en Norvège, est un footballeur norvégien qui évolue au poste de milieu de terrain au Rosenborg BK.

## Biographie

### Débuts et formation
Né à Frosta en Norvège, Edvard Tagseth commence le football au Neset FK (en). Il rejoint le Liverpool FC en 2017 et est rapidement comparé à son compatriote Martin Ødegaard.

### Rosenborg BK
En août 2019 Edvard Tagseth retrouve la Norvège en s'engageant avec le Rosenborg BK. Il joue son premier match sous ses nouvelles couleurs le 3 octobre 2019, lors d'une rencontre de Ligue Europa face au PSV Eindhoven. Il entre en jeu à la place d'Anders Trondsen et son équipe s'incline lourdement par quatre buts à un. Trois jours plus tard il fait sa première apparition en première division norvégienne contre le FK Haugesund. Il est titularisé à un poste inhabituel d'arrière gauche avant d'être remplacé par Yann-Erik de Lanlay. Son équipe s'incline par deux buts à un ce jour-là.

### En équipe nationale
Edvard Tagseth commence sa carrière internationale  avec l'équipe de Norvège des moins de 15 ans. Avec cette équipe il joue quatre matchs et marque deux buts en avril 2016, contre l'Autriche et la Slovénie.
Edvard Tagseth est retenu avec l'équipe de Norvège des moins de 19 ans pour participer au championnat d'Europe des moins de 19 ans en 2019. Lors de cette compétition organisée en Arménie il joue trois matchs en tant que titulaire et se fait notamment remarquer en délivrant une passe décisive pour Erik Botheim contre l'Irlande lors du premier match (1-1 score final). La Norvège ne parvient toutefois pas à sortir de la phase de groupe.
Tagseth fait également deux apparitions avec les moins de 20 ans, toutes les deux en 2021 et en tant que titulaire.